# Anoplophora zonator
Anoplophora zonator là một loài bọ cánh cứng trong họ Cerambycidae.